# Clepsis coriacana
Espèce
Clepsis coriacana est une espèce de Lépidoptères de la famille des Tortricidae.

## Description
L'envergure est de 13 à 16 mm. La couleur de fond des ailes antérieures est jaune coriace pâle avec de faibles traces de marques brunâtres. Les ailes postérieures sont gris clair.
Il ressemble à Clepsis consimilana (en). La forme des ailes, nettement plus étroites chez coriacana, permet de les différencier. Les dessins alaires paraissent aussi généralement plus complexes chez coriacana, mais il y a dans ce domaine une variabilité assez importante chez les deux espèces. Une véritable distinction se fait à partir des pièces génitales.

## Répartition
Clepsis coriacana est originaire des îles Canaries (îles de Tenerife, Grande Canarie, La Gomera et La Palma). Il est découvert en 2006 en Europe, à Gibraltar, puis s'est étendu dans la péninsule Ibérique. Après Monaco en 2017, il est recensé en novembre 2018 en France, à Nice.

## Plantes hôtes
La chenille se nourrit des feuilles des plantes Aptenia cordifolia, Artemisia argentea (pt), Artemisia thuscula, Astydamia latifolia, Bituminaria bituminosa, Cistus monspeliensis, Citrus limon, Fagonia cretica, Ficus elastica, Kleinia neriifolia, Lotus creticus, Malus, Mentha, Ononis, Paragymnopteris marantae, Pelargonium, Periploca laevigata, Phelipanche, Plocama pendula, Rhamnus crenulata (en), Rhus coriaria, Rosa, Rubus ulmifolius, Rumex lunaria, Schefflera, Tamarix gallica.

## Classification
Le nom valide complet (avec auteur) de ce taxon est Clepsis coriacana (Rebel, 1894).
L'espèce a été initialement classée dans le genre Heterognomon sous le protonyme Heterognomon coriacana Rebel, 1894.
Clepsis coriacana a pour synonyme :
- Clepsis coriacanus (Rebel, 1894)[6]
- Heterognomon coriacana Rebel, 1894[5]
- Heterognomon coriacanus Rebel, 1894[6]